# Sankta Katarina kyrka, Karis
Sankta Katarina kyrka är en medeltida kyrka som ligger i Karis i Raseborgs stad, Finland. Den används av Karis-Pojo svenska församling, samt Raaseporin suomalainen seurakunta (finskspråkig församling).

## Kyrkobyggnaden
Kyrkan är en hallkyrka med tre skepp och hör till ortens främsta historiska sevärdheter. Kyrkan invigdes år 1470. Troligen har åtminstone en träkyrka, byggd i början av 1400-talet, stått på samma plats som den nuvarande kyrkan. Kyrksalen rymmer sammanlagt ca 400 personer. Sakristian är från 1300-talet. 
Invid kyrkan finns en klockstapel som blev färdig 1768. Klockstapeln har två klockor från kyrkans tidigaste år, den ena försedd med årtalet 1477.

## Inventarier
I kyrkan finns ett triumfkrucifix från 1450, ett flertal medeltida träskulpturer och epitafier. Kyrkotextilierna från 1976 är gjorda av textilkonstnären Barbro Gardberg från Karis. 
Kalkmålningarna framtogs 1937. 1979-80 genomfördes en renovering av kyrkan under arkitekt Rejströms ledning och den senaste renoveringen gjordes 2007 under ledning av arkitekt Esa Karhumaa. 
I kyrkan finns bl.a. ett triumfkrucifix från 1450, träskulpturer och vapensköldar. 
Kyrkan har en mekanisk orgel byggd av Kangasala orgelfabrik år 1980. Orgeln omfattar 28 stämmor.

## Galleri

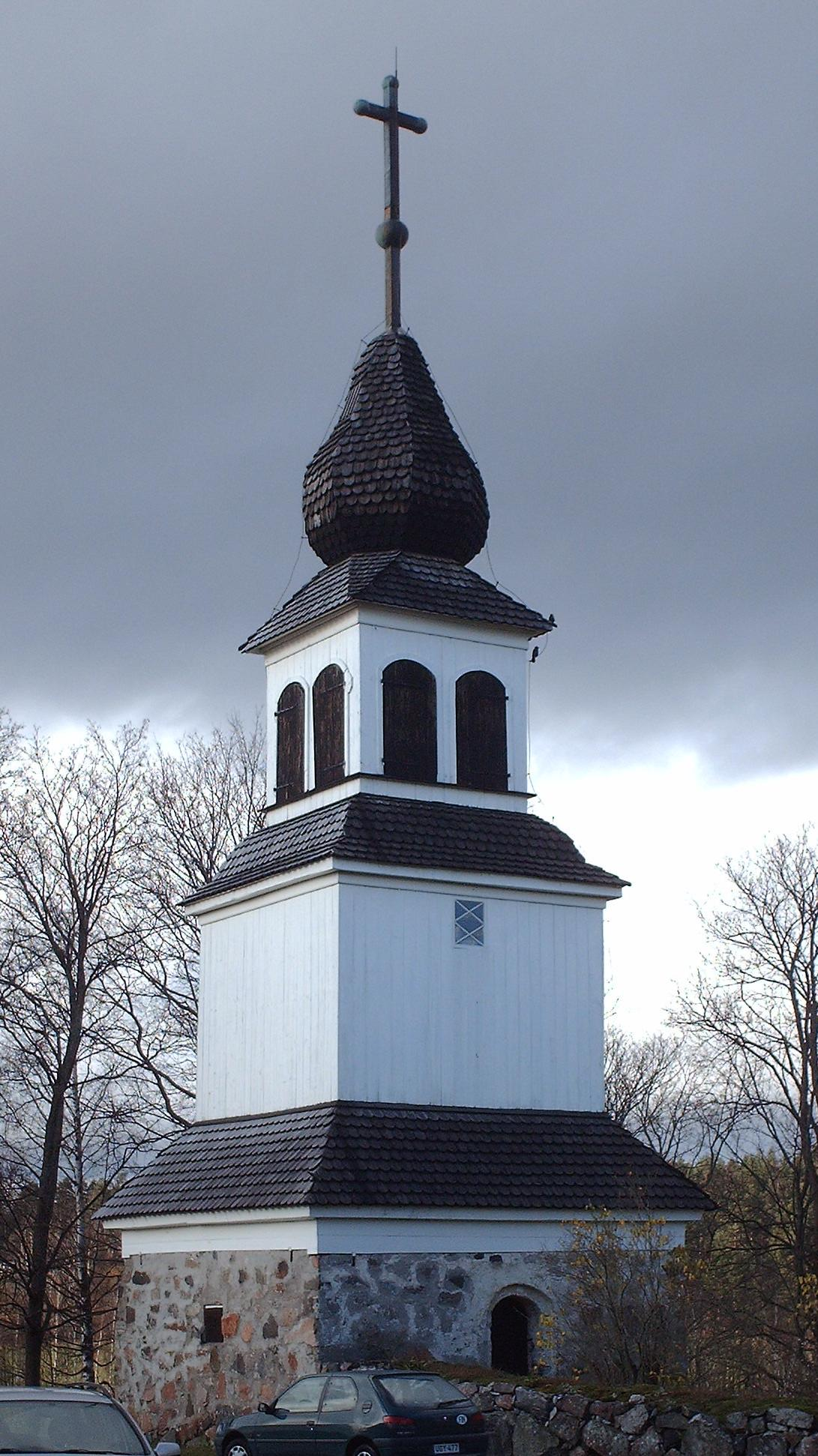
Klocktornet.
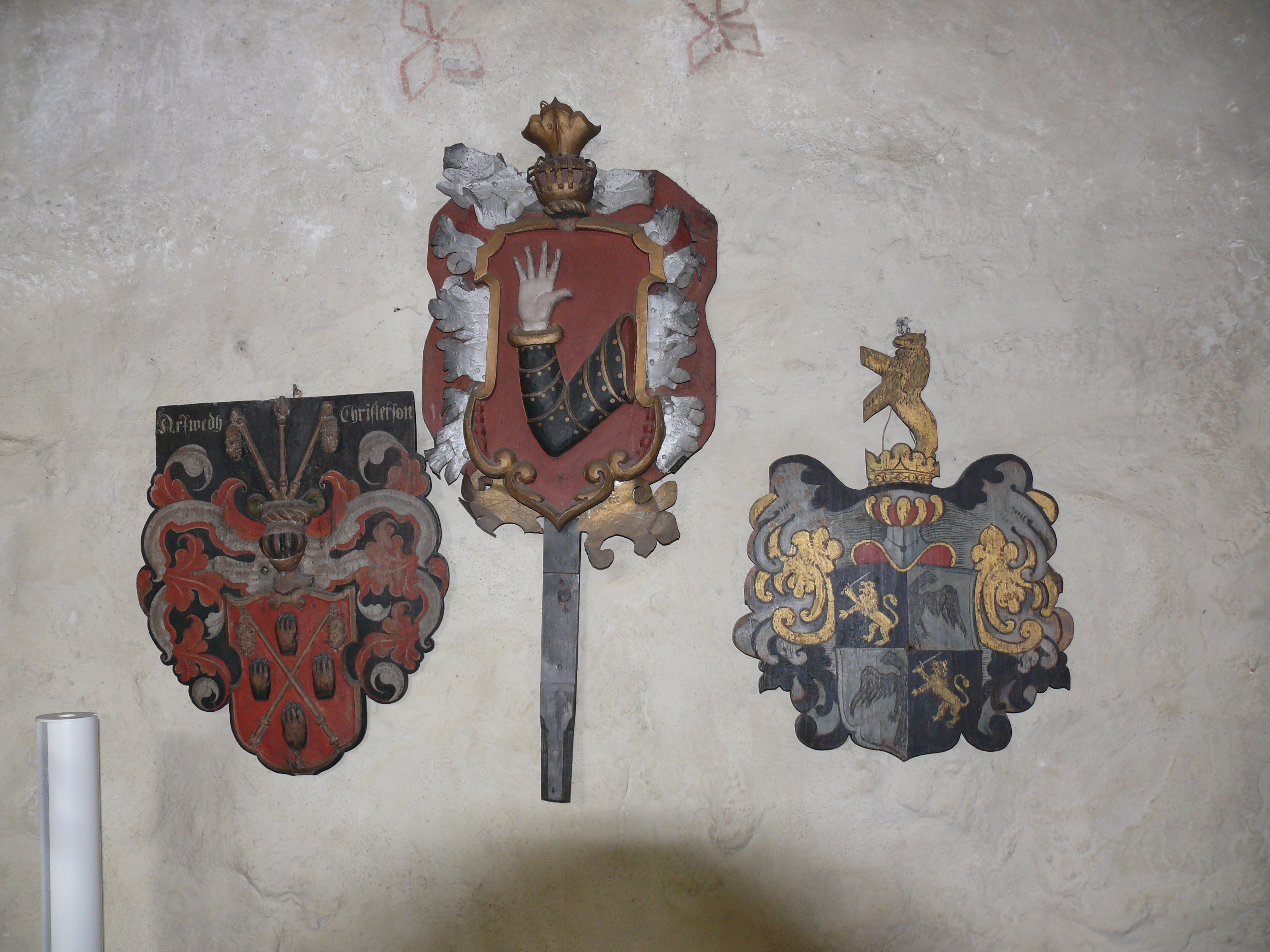
Begravningsvapen för Arvid Christersson (Björnram nr 300), samt ätterna Stålarm (troligen Beata Stålarm) och Löwe (Löwen) nr 1739 i Karis kyrka.
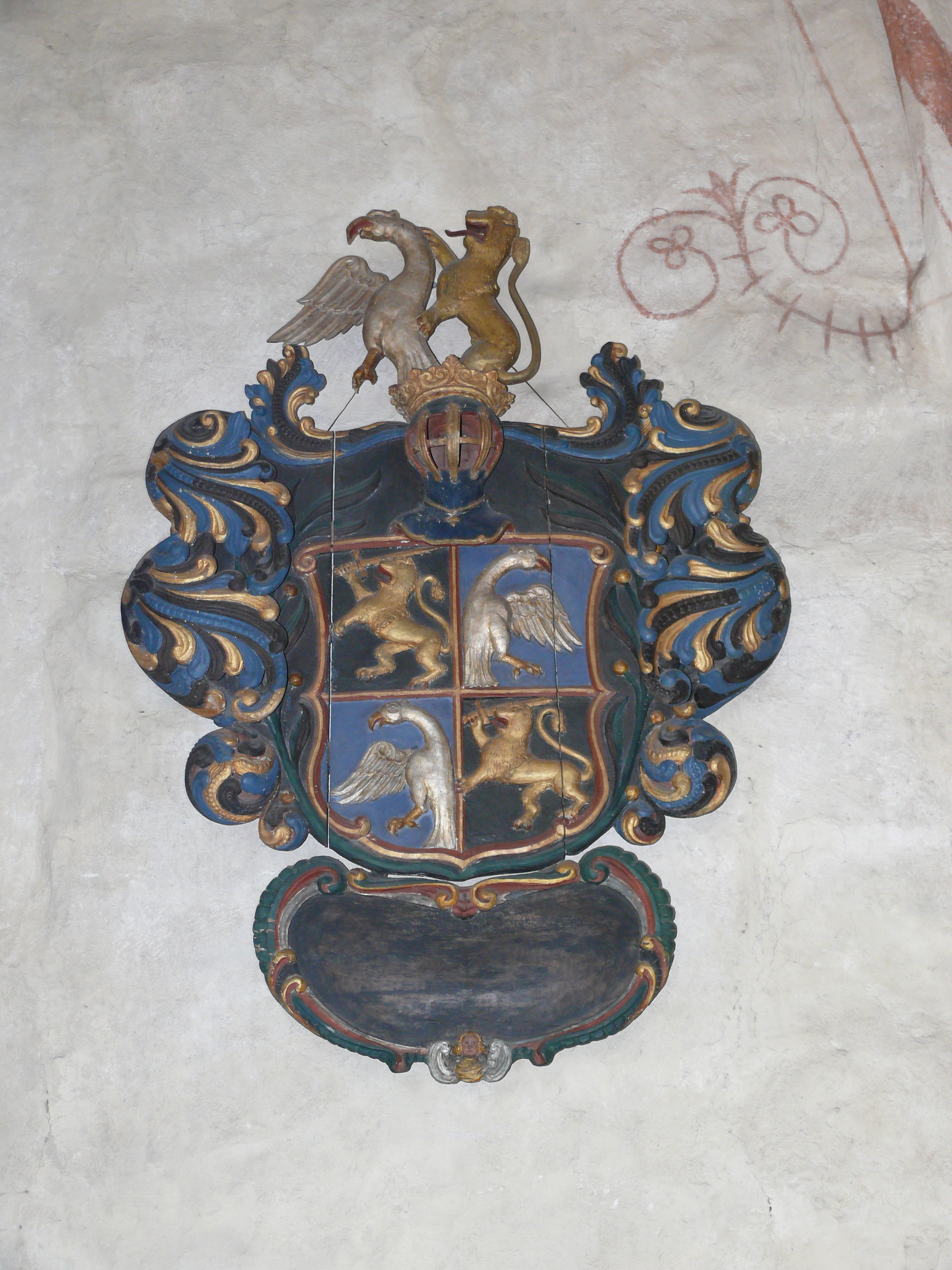
Huvudbaner för Gerhard Magnus Löwe (död 1691) i Karis kyrka.